# Edward Kerr
Edward Kerr (ur. 14 października 1966 w Kansas City, stan Missouri) – aktor amerykański, występujący głównie w serialach telewizyjnych.
Pierwsze poważne role zagrał po ukończeniu studiów w serialach stacji NBC: The Secrets of Lake Success oraz seaQuest DSV. Wkrótce pojawił się na kinowym ekranie w thrillerze Poza podejrzeniem (1995), towarzysząc gwiazdom Christopherowi Reeve'owi i Williamowi H. Macy'emu. Z Mary-Louise Parker i Giną Gershon wystąpił w filmie Legalese, następnie powrócił do NBC, gdzie obsadzono go w serialu Three Sisters. Gościnnie zagrał też w serialach: Siostrzyczki, CSI: Kryminalne zagadki Miami, Seks w wielkim mieście czy Detektyw Monk.